# Howard the Duck
Howard the Duck är en seriefigur från Marvel Comics skapad av Steve Gerber och Val Mayerik. Figuren uppträdde första gången i Adventure into Fear #19 (december 1973) och därefter har ett flertal efterföljande serier skildrat den argsinta, antropomorfa, utomjordiska ankan som mot sin vilja hamnar på planeten jorden (närmare bestämt Florida).
Howard the Duck har även varit med i två långfilmer, den egna filmen Ingen plockar Howard från 1986 samt Guardians of the Galaxy från 2014. Figuren har även varit med i den animerade TV-serien Ultimate Spider-Man.